# Vozera Batoryna
Vozera Batoryna (vitryska: Возера Баторына) är en sjö i Belarus.   Den ligger i voblasten Minsks voblast, i den norra delen av landet, 110 km norr om huvudstaden Minsk. Vozera Batoryna ligger 161 meter över havet. Arean är 4,9 kvadratkilometer. Den sträcker sig 3,1 kilometer i nord-sydlig riktning, och 3,3 kilometer i öst-västlig riktning.
I omgivningarna runt Vozera Batoryna växer i huvudsak blandskog. Runt Vozera Batoryna är det glesbefolkat, med 19 invånare per kvadratkilometer.